# A Great Day in Harlem
A Great Day in Harlem ou Harlem 1958 é uma fotografia em preto e branco de 57 músicos de jazz no Harlem, em Nova Iorque, tirada pelo fotógrafo Art Kane [en] para a revista Esquire em 12 de agosto de 1958. A ideia para a foto veio do diretor de arte da revista, Robert Benton, e não de Kane.
No entanto, após receber a encomenda, atribui-se que Kane foi responsável por escolher o local para a sessão fotográfica. Os personagens aparecem na 17 East 126th Street, entre a Quinta Avenida e a Madison Avenue, onde a polícia havia bloqueado temporariamente o trânsito. Publicada como página central da edição de janeiro de 1959 da revista Esquire, a imagem foi capturada com uma câmera Hasselblad e rendeu a Kane sua primeira medalha de ouro do Clube dos Diretores de Arte de Nova Iorque [en] na categoria de fotografia.

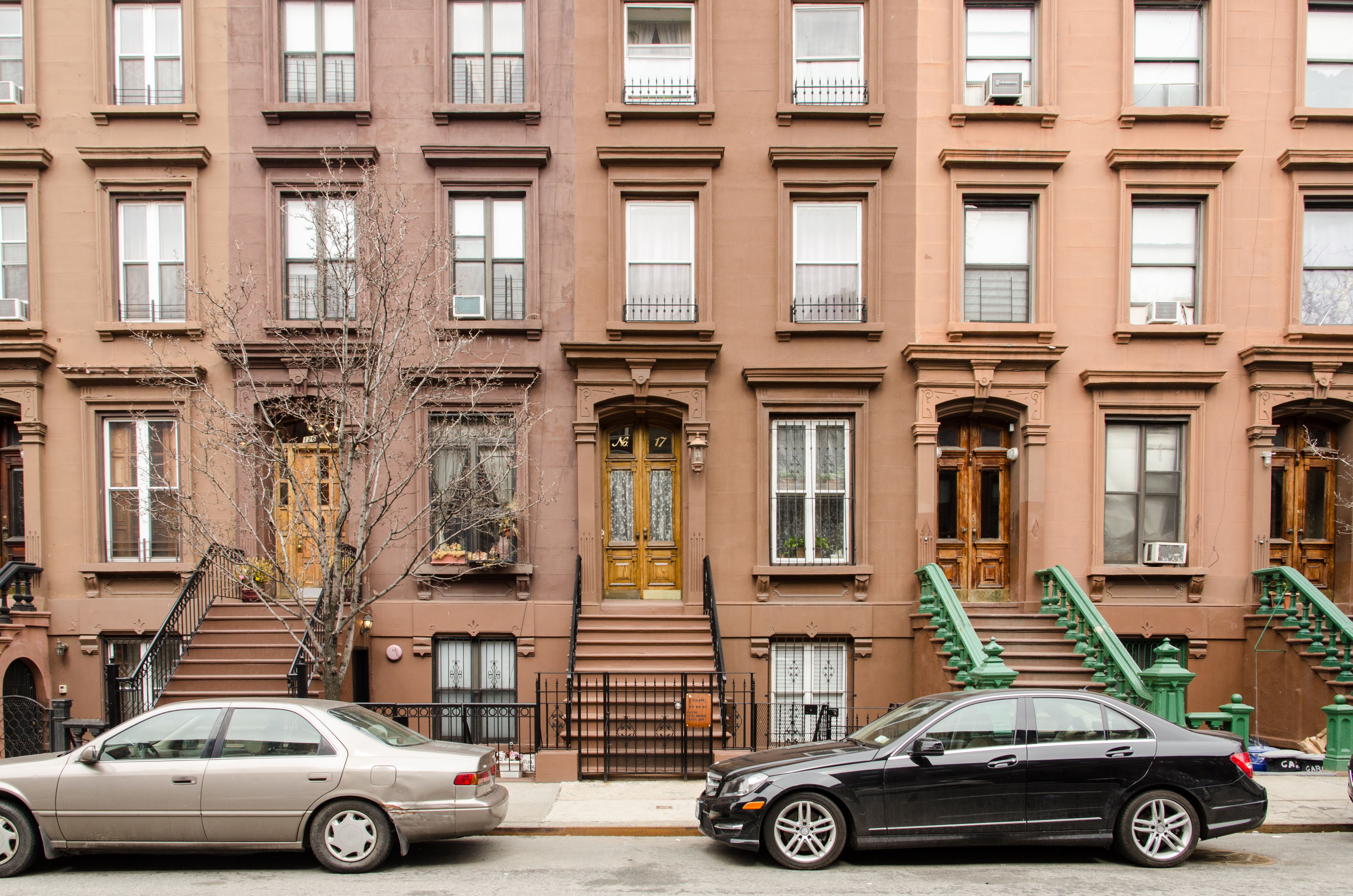
17 East 126th Street, onde a fotografia foi tirada (foto de 2015)

Foi considerada “a fotografia mais icônica da história do jazz” e é reconhecida como uma inspiração artística que levou Gordon Parks a criar, em 1998, a homenagem ao Harlem intitulada A Great Day in Hip Hop [en], encomendada pela revista XXL, quarenta anos depois, e a subsequente obra de Patrick Nichols, encomendada pela Galeria de Arte de Ontário em 2024, intitulada A Great Day in Toronto Hip Hop [en].
A cena retratada na fotografia de Kane é considerada um tanto anacrônica, já que em 1957 o Harlem não era mais o “berço” do jazz que havia sido na década de 1940, tendo “perdido seu lugar ao sol” para a 52nd Street [en], no centro de Manhattan. Muitos músicos que antes residiam na área já haviam se mudado para bairros de classe média de Nova Iorque, ou o fizeram pouco tempo depois. O próprio Kane não tinha certeza de quem compareceria no dia, já que a equipe da Esquire havia apenas enviado um convite geral através do sindicato local de músicos, estúdios de gravação, compositores e donos de boates.
No ano de 2018, foi publicado um livro para marcar o 60º aniversário do evento, com prefácios de Quincy Jones e Benny Golson, e uma introdução do filho de Kane, Jonathan [en].
Após a morte de Benny Golson em setembro de 2024, Sonny Rollins é o último músico adulto vivo que aparece na fotografia. Entrevistado para um artigo publicado em dezembro de 2024 no jornal estadunidense The New York Times, Rollins deu sua opinião sobre o significado da fotografia naquela época, quando o racismo e a segregação eram institucionalizados: “Parecia que não éramos apreciados... principalmente porque o jazz era uma arte negra. Acho que aquela foto humanizou muito o mito que as pessoas tinham sobre o jazz”.

## Músicos na fotografia
- Red Allen [en]
- Buster Bailey [en]
- Count Basie
- Emmett Berry [en]
- Art Blakey
- Lawrence Brown [en]
- Scoville Browne [en]
- Buck Clayton [en]
- Bill Crump [en]
- Vic Dickenson [en]
- Roy Eldridge [en]
- Art Farmer [en]
- Bud Freeman
- Dizzy Gillespie
- Tyree Glenn [en]
- Benny Golson
- Sonny Greer [en]
- Johnny Griffin
- Gigi Gryce [en]
- Coleman Hawkins
- J. C. Heard [en]
- J. C. Higginbotham [en]
- Milt Hinton [en]
- Chubby Jackson [en]
- Hilton Jefferson [en]
- Osie Johnson [en]
- Hank Jones
- Jo Jones [en]
- Jimmy Jones [en]
- Taft Jordan [en]
- Max Kaminsky [en]
- Gene Krupa
- Eddie Locke [en]
- Marian McPartland [en]
- Charles Mingus
- Miff Mole [en]
- Thelonious Monk
- Gerry Mulligan
- Oscar Pettiford
- Rudy Powell [en]
- Luckey Roberts [en]
- Sonny Rollins
- Jimmy Rushing [en]
- Pee Wee Russell [en]
- Sahib Shihab
- Horace Silver
- Zutty Singleton [en]
- Stuff Smith [en]
- Rex Stewart [en]
- Maxine Sullivan [en]
- Joe Thomas [en]
- Wilbur Ware
- Dicky Wells [en]
- George Wettling [en]
- Ernie Wilkins [en]
- Mary Lou Williams
- Lester Young

## Crianças na fotografia
Cansado de ficar em pé, Count Basie sentou-se no meio-fio e, aos poucos, uma dúzia de crianças o seguiu.  A maioria das crianças eram moradoras do bairro, embora a segunda criança da direita, Taft Jordan Jr., tivesse acompanhado seu pai, Taft Jordan [en], à sessão de fotos. A equipe de fotografia já estava tendo dificuldade em dirigir os adultos, e a presença das crianças aumentou a dificuldade: uma das crianças que aparecia na janela gritava com um irmão na calçada; outra brincava com o chapéu de Basie; Taft Jordan Jr. brigava com a criança mais velha sentada à sua esquerda.  Por fim, Art Kane percebeu que qualquer tentativa adicional de organizar o processo seria inútil e decidiu incorporar as ações dos participantes.

## Músicos que não aparecem na foto principal
Ausências notáveis que foram sentidas incluem Louis Armstrong, John Coltrane e Miles Davis (todos em turnê), Duke Ellington (em Milwaukee), Benny Goodman (em Los Angeles) e Ella Fitzgerald (gravando em Chicago). Outros nomes como George Barnes [en], Jack Lesberg [en], Ernie Royal [en], Dick Hyman, Carl Kress [en], Hank D'Amico [en], George Duvivier [en], Ruby Braff, Billie Holiday, Budd Johnson [en], Jimmy Nottingham [en], “Philly” Joe Jones, Max Roach e Ben Webster também não estavam presentes.
Willie "the Lion" Smith [en] estava sentado descansando em uma escadaria próxima quando a foto escolhida para publicação foi tirada, mas aparece em fotos não utilizadas.
Ronnie Free, Mose Allison e Charlie Rouse chegaram tarde demais para participar da sessão fotográfica da Esquire, mas foram fotografados por Dizzy Gillespie ao lado de Mary Lou Williams, Lester Young e Oscar Pettiford.

## Legado

### Documentário
Jean Bach, uma produtora de rádio de Nova Iorque, contou a história por trás da fotografia em seu documentário de 1994, A Great Day in Harlem. O documentário incluiu imagens em filme de 8 mm gravadas pelo baixista Milt Hinton no dia da sessão fotográfica. O filme foi indicado em 1995 ao Oscar de Melhor Documentário.

### Na cultura popular
A fotografia foi parte central do enredo do filme de Steven Spielberg, de 2004, The Terminal. O filme foi estrelado por Tom Hanks interpretando Viktor Navorski, um personagem que viaja para os Estados Unidos em busca do autógrafo de Benny Golson, com o qual ele pode completar a coleção de autógrafos de seu falecido pai dos músicos retratados na foto. O próprio Golson fez uma participação especial no filme.

## Eventos fotográficos inspirados emA Great Day in Harlem
- 1996: A great day in Ha(a)rlem — 76 músicos de jazz holandeses reuniram-se nos degraus da Prefeitura de Haarlem [en] para uma sessão fotográfica por Anton Corbijn, uma iniciativa da Stichting Jazz in Nederland (SJIN), posteriormente publicada pelo jornal de Volkskrant.[23]
- 1998: A Great Day in Hip Hop [en] — Para esta fotografia de Gordon Parks, encomendada pela revista estadunidense XXL, 177 artistas de hip-hop reuniram-se na escadaria do número 17 e dos edifícios adjacentes.[24]
- 2004: A Great Day in London  — Inspirada na fotografia de Art Kane, uma iniciativa reuniu 50 escritores de origem caribenha, asiática e africana que contribuem significativamente para a literatura britânica contemporânea, fotografados nos degraus do Museu Britânico em Londres.[25]
- 2005: A Great Day in Atlanta — Fotografada por Amanda Marsalis [en] e encomendada pela MTV, mais de 50 membros da cena de hip-hop de Atlanta reuniram-se na Casa de Jeremiah S. Gilbert [en]para recriar a fotografia de Art Kane.[26]
- 2007: A Great Day in Eldridge Street — Inspirado pela fotografia de Kane, Yale Strom [en]  reuniu cerca de vinte músicos de klezmer nos degraus da Sinagoga da Rua Eldridge [en] para comemorar os 30 anos do renascimento de Klezmer.[27]
- 2008: A Great Day in Paris — Mais de 50 músicos americanos residentes em Paris, França, participaram de uma sessão fotográfica histórica. O projeto, iniciado por Ricky Ford [en], marcou o 50º aniversário da fotografia A Great Day in Harlem de Art Kane. A foto de grupo foi tirada por Philippe Lévy-Stab nos degraus de Montmartre.[28]
- 2008: A Great Day in Hoxton — Fotografada por Peter Williams e encomendada pela revista Straight No Chaser [en], a imagem reuniu figuras proeminentes do mercado musical, como Gilles Peterson [en] e James Lavelle [en], ao lado de designers, profissionais da moda, escritores, dançarinos e outros fotógrafos.[29]
- 2016: A Great Day in Hackney — No espírito da fotografia de Art Kane, músicos de jazz britânicos reuniram-se para celebrar o 30º aniversário dos The Premises Studios [en] em Hackney, Londres.[30]
- 2018: A Great Day in Hollywood — 47 escritores, produtores, atores e produtores negros de mais de 20 programas, filmes e documentários originais da Netflix reuniram-se para criar A Great Day in Hollywood.[31] A iniciativa promoveu o projeto Strong Black Lead da Netflix e  também lançou um vídeo de um minuto dirigido por Lacey Duke e narrado pelo ator Caleb McLaughlin.[32]
- 2022: A Great Day in Animation  — 54 profissionais negros de animação, fotografados por Randy Shropshire com Jeff Vespa como líder de produção. A ideia da foto veio de Marlon West [en].[33]